# Piaggio P.150
Die Piaggio P.150 war ein Schulflugzeug des italienischen Herstellers Piaggio.

## Geschichte und Konstruktion
Die Piaggio P.150 wurde auf Grund einer Anforderung der italienischen Luftwaffe nach einem neuen Schulflugzeug konstruiert, das die North American T-6 als Standardtrainingsflugzeug ersetzen sollte. Sie stand in Konkurrenz zur Fiat G.49, die später ausgewählt wurde, und zur Macchi MB.323. Die P.150 war ein Ganzmetalltiefdecker mit einziehbarem Spornradfahrwerk und konventionellem Leitwerk. Lehrer und Schüler saßen hintereinander unter einer zweiteiligen Cockpithaube. Angetrieben wurde das Flugzeug von einem Pratt & Whitney-Wasp-Sternmotor und später von einem Alvis-Leonides-Motor. Da die P.150 nicht ausgewählt wurde, ging sie nicht in Serienproduktion.

## Technische Daten
| Kenngröße             | Daten                                                   |
| --------------------- | ------------------------------------------------------- |
| Besatzung             | 2                                                       |
| Länge                 | 9,25 m                                                  |
| Spannweite            | 12,9 m                                                  |
| Höhe                  | 2,80 m                                                  |
| Flügelfläche          | 25,20 m²                                                |
| Flügelstreckung       | 6,6                                                     |
| Leermasse             | 1940 kg                                                 |
| max. Startmasse       | 2540 kg                                                 |
| Reisegeschwindigkeit  | 315 km/h                                                |
| Höchstgeschwindigkeit | 350 km/h                                                |
| Dienstgipfelhöhe      | 7300 m                                                  |
| Reichweite            | 1400 km                                                 |
| Triebwerke            | 1 × Sternmotor Pratt & Whitney R-1340-S3H1 Wasp, 447 kW |